# Rue des Meuniers
Ne doit pas être confondu avec Rue des Meuniers (Liège).
La rue des Meuniers est une voie située dans le 12e arrondissement de Paris en France.

## Situation et accès
La rue des Meuniers est accessible à proximité par la ligne de métro 8 à la station Porte de Charenton et par la ligne 3a du tramway à l'arrêt Porte de Charenton.

## Origine du nom
Son nom fait référence à un moulin désormais disparu, auquel elle conduisait.

## Historique
La rue figure comme chemin champêtre sur le plan de Paris de Jean Delagrive, datant de 1728, ainsi que sur celui de Roussel de 1730 de l'ancienne commune de Bercy. Rattachée à la voirie de Paris par décret du 23 mai 1863, sous le nom de « ruelle des Meuniers », elle prend le nom de « rue des Meuniers » par arrêté du 20 mars 1880.

## Bâtiments remarquables et lieux de mémoire
- Au no 2, le porche donne accès à des cours privées : le square du Massif-Central, le square de la Vendée et le square du Sancerrois.
- La section de la rue des Meuniers située entre le boulevard Poniatowski et la rue du Général-Michel-Bizot enjambe la ligne de Petite Ceinture grâce à une passerelle piétonne à laquelle on accède par des escaliers aux deux extrémités de la passerelle.
- Le chimiste français Augustin-Pierre Dubrunfaut (1797-1881) meurt accidentellement asphyxié le 7 octobre à son domicile situé au no 65 de la rue[2].
- Au no 67, à l'angle de la rue de la Brèche-aux-Loups, immeuble de 1913 réalisé par l'architecte Louis Bonnier. Destiné à sa construction à des personnes modestes (les logements font un ou deux pièces mais tous possèdent cuisine et toilettes), le bâtiment devient une référence pour les Habitations à bon marché (HBM). La façade est en brique, rythmée par des bow-windows[3].

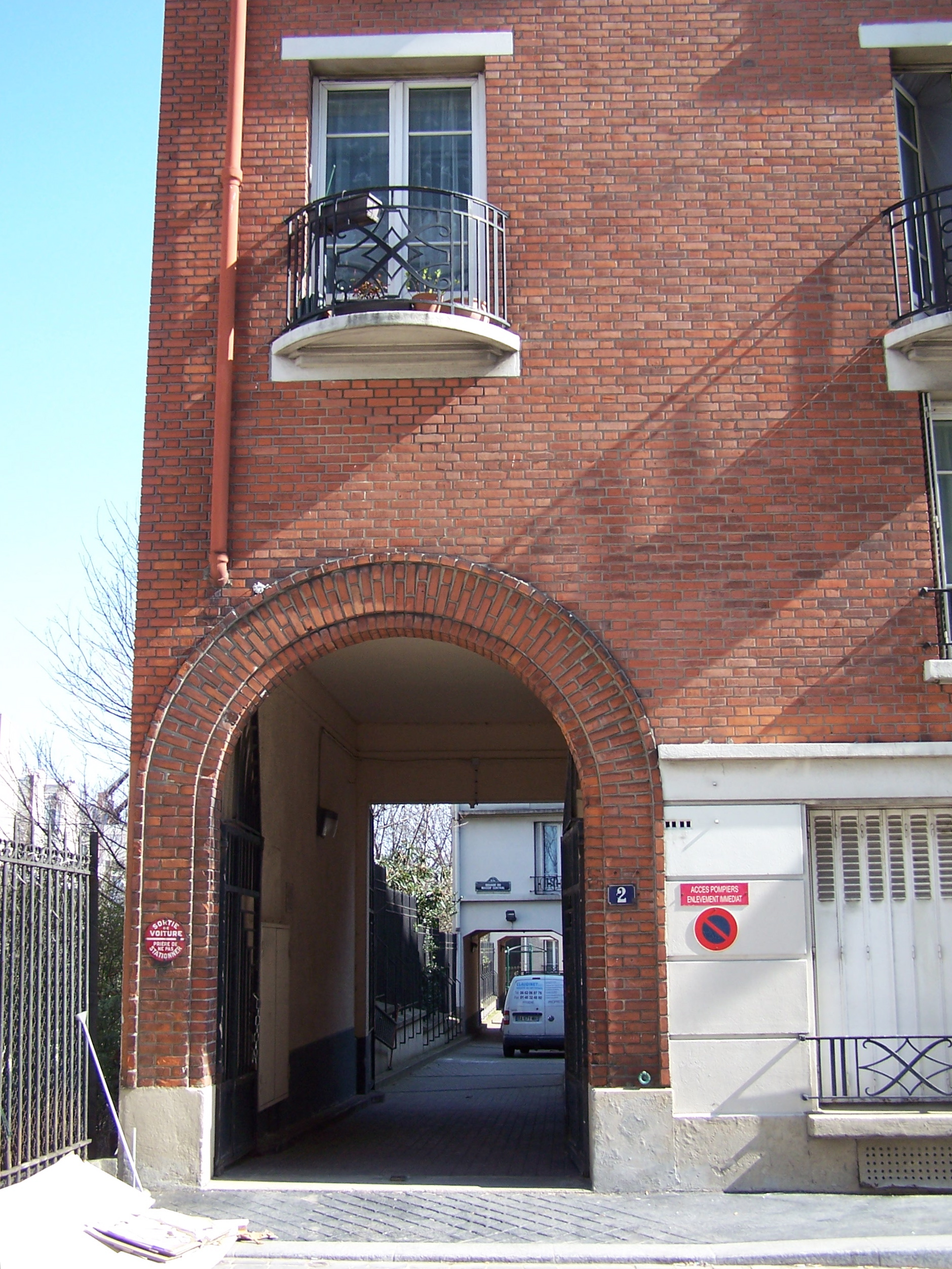
Porche du no 2 donnant accès aux squares privés.
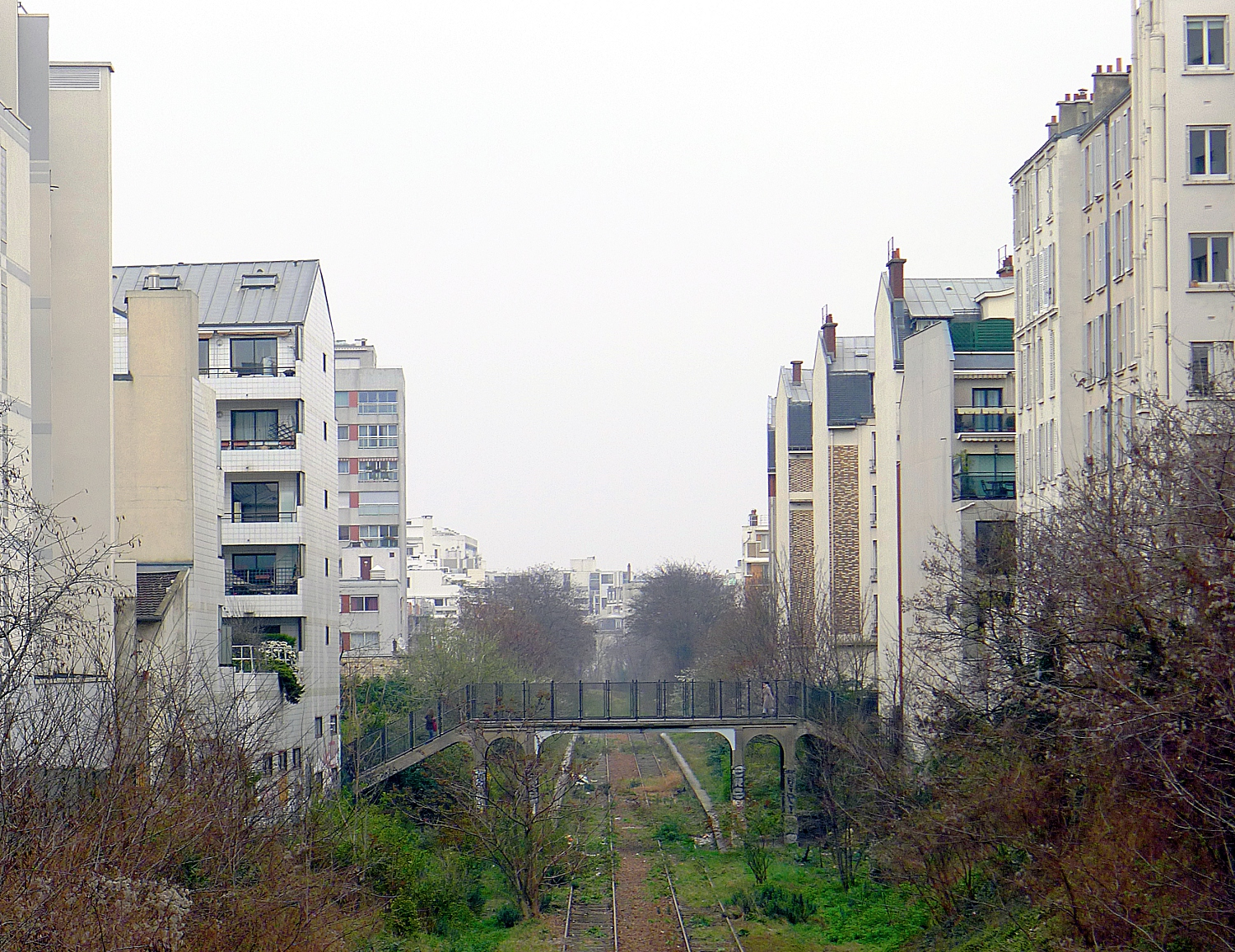
Passerelle de la rue des Meuniers enjambant les voies de la Petite Ceinture près du boulevard Poniatowski.
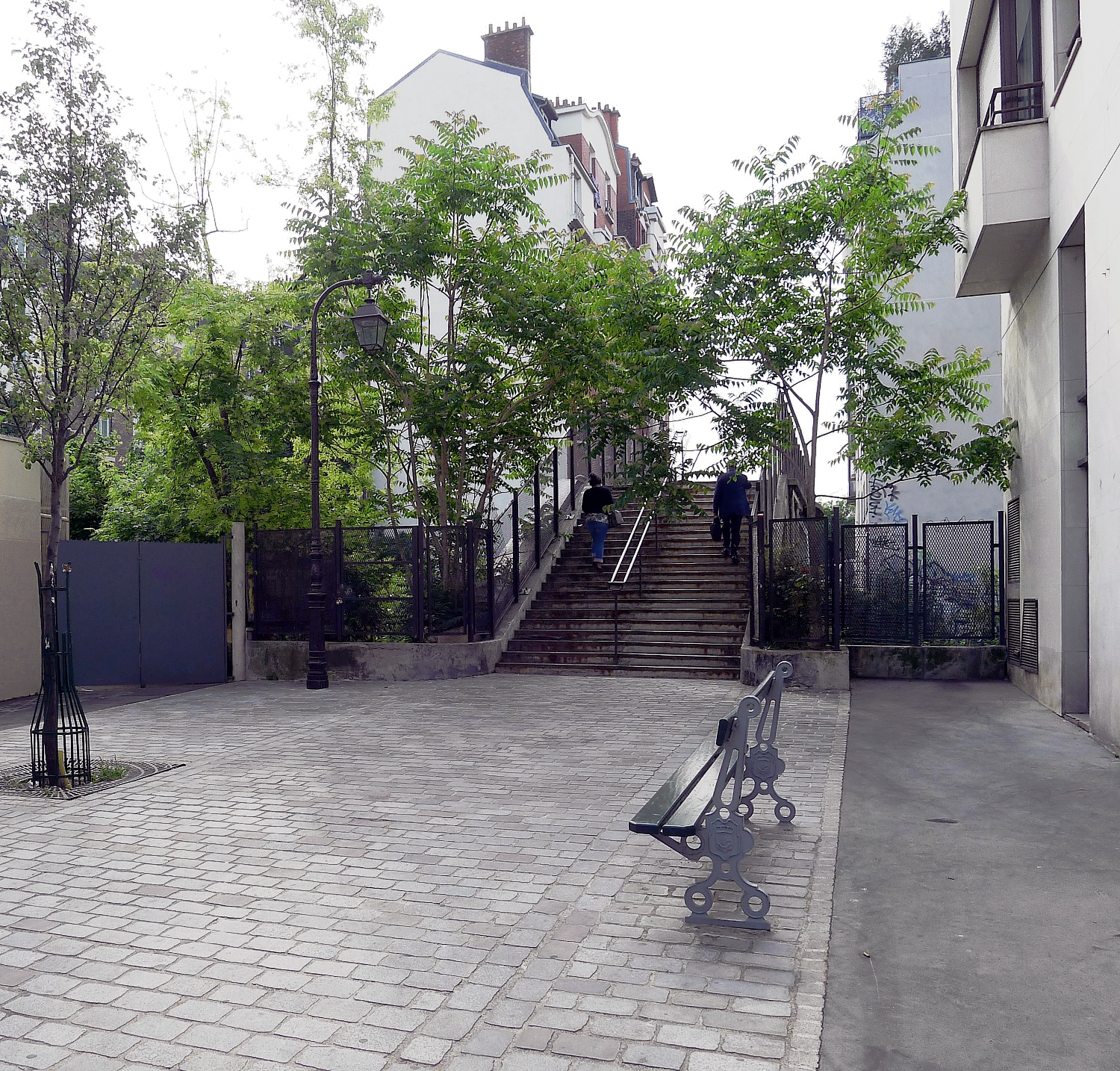
Passerelle vue de la rue des Meuniers (côté rue du Général-Michel-Bizot).
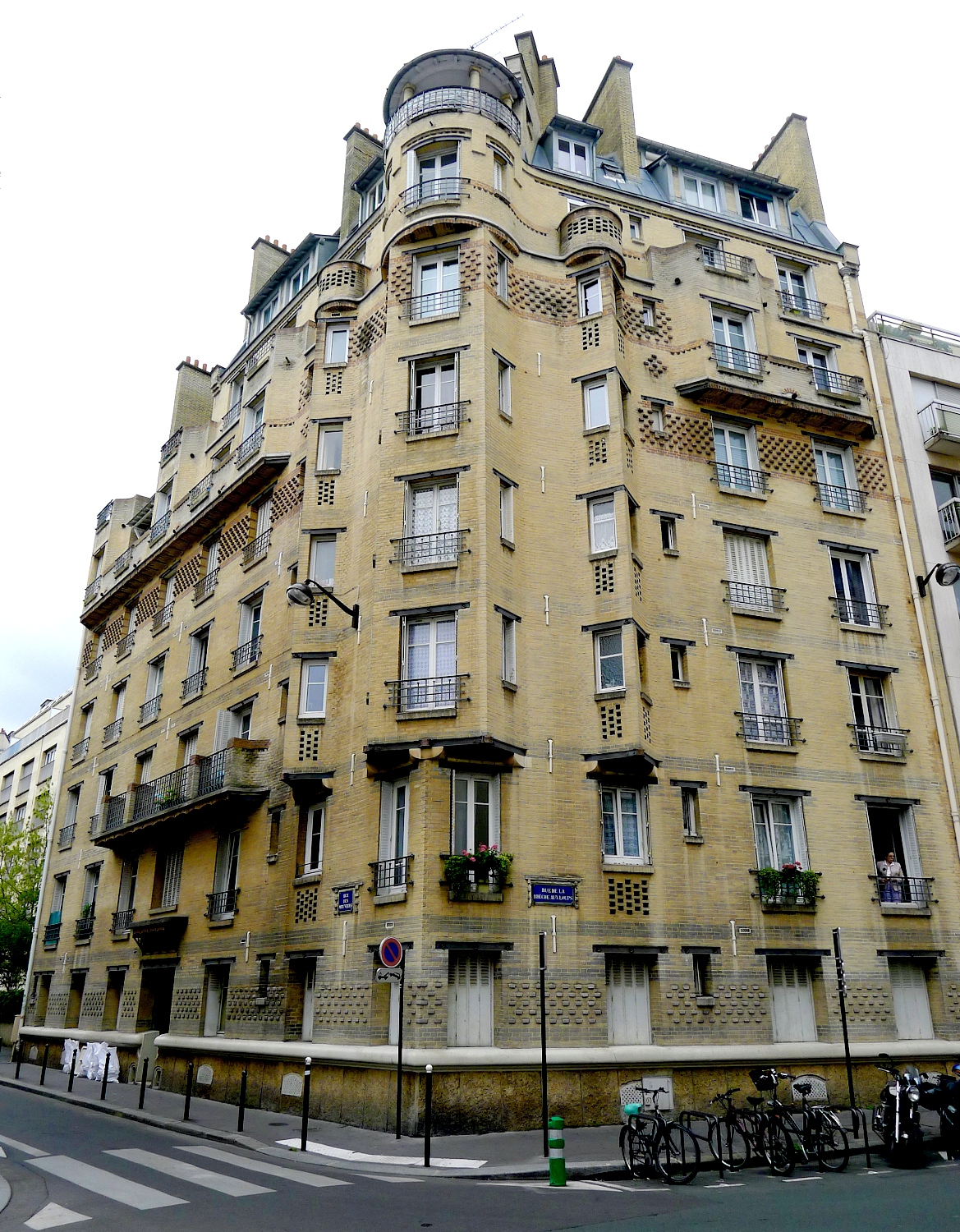
Au carrefour de la rue de la Brèche-aux-Loups.